# Camptoprosopella plumata
Camptoprosopella plumata is een vliegensoort uit de familie van de Lauxaniidae. De wetenschappelijke naam van de soort is voor het eerst geldig gepubliceerd in 1867 door Wulp.